# ラ・マシーヌ
ラ・マシーヌ （La Machine）は、フランス、ブルゴーニュ＝フランシュ＝コンテ地域圏、ニエーヴル県のコミューン。

## 地理
ラ・マシーヌは県の南部にあり、ドゥシーズの北側に位置する。

## 由来
コミューンにはラ・マシーヌと呼ばれる、馬の力で歯車を回す巨大な機械があったため、その名がコミューンの名称となった。機械は炭鉱夫の作業を楽にしただけでなく、原材料や鉱石の循環も可能にした。

## 歴史
町には炭鉱があったため、雇用の面で非常に有望であり、住民が1970年代まで大勢暮らしていた。町は地方の経済的な原動力であった。1869年から1946年まで、シュネデール・クルーゾ社が管理するドゥシーズ炭鉱（fr）が大きな繁栄をもたらし、都市開発が加速された。国有化された時点では、コミューンには6000人以上が暮らし、その1/4が炭鉱で雇用されていた。住民のほとんどが、会社が竪坑近くに建てた労働者用住宅団地に住んでいた。サント・マリー団地、サントゥドクシー団地、ザゴ団地、ミニーム団地である。

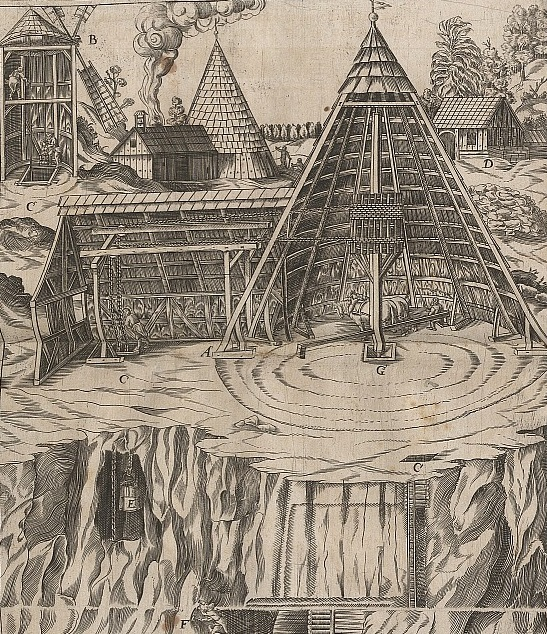
Un baritel en 1650.
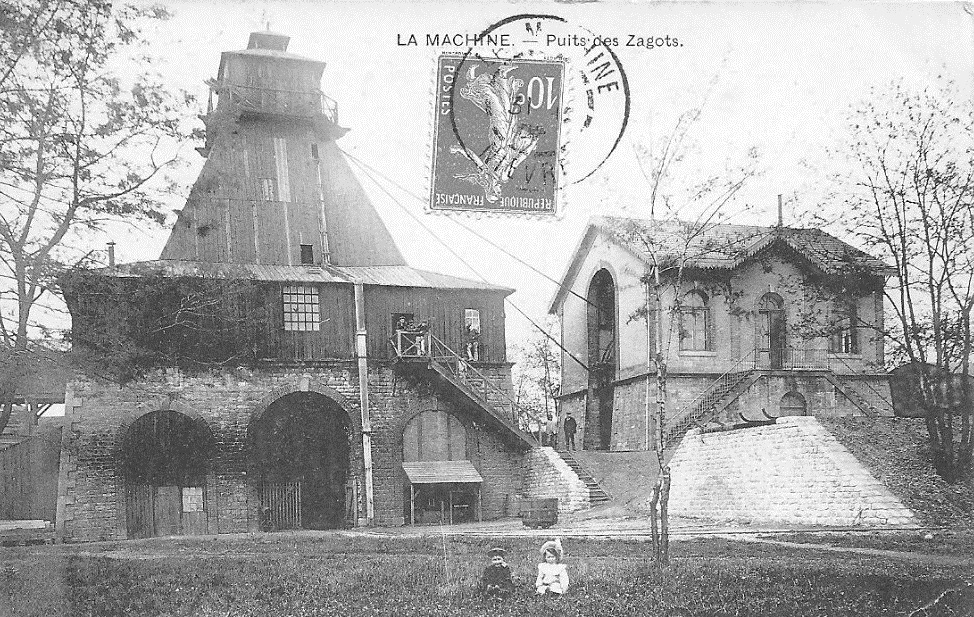
ザゴ竪坑
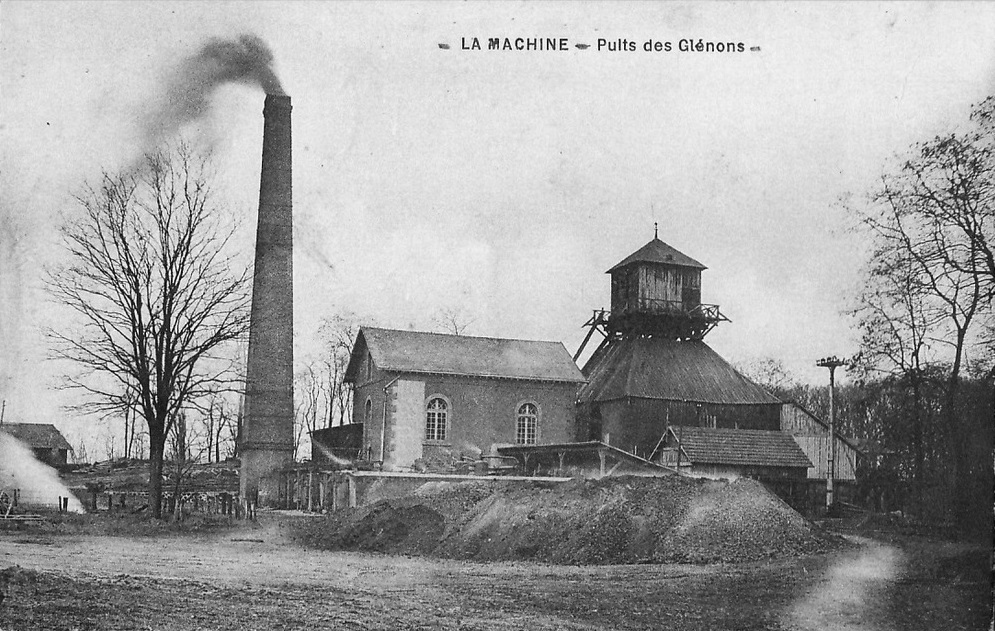
グレノン竪坑
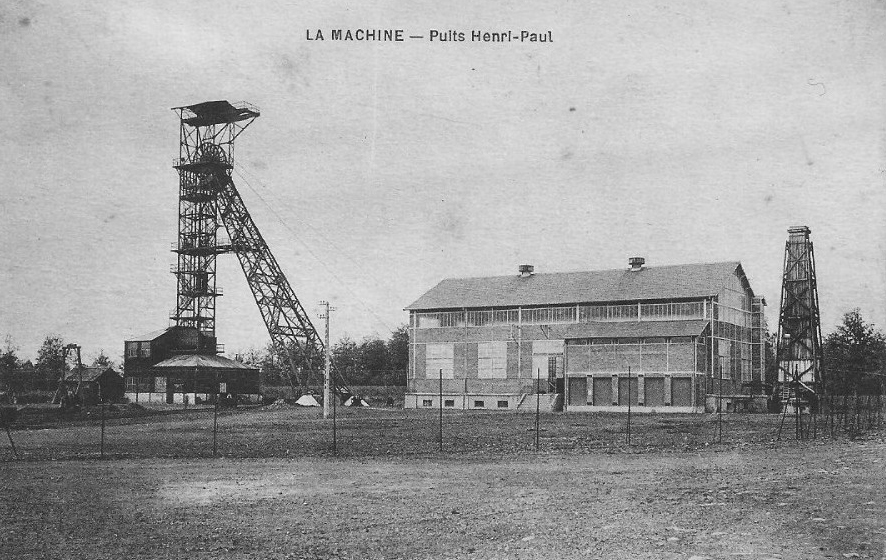
アンリ・ポール竪坑

地元史が特筆するのは、1890年2月18日に発生した炭鉱事故で、粉塵爆発により43人が死亡したことである。1917年から1927年にかけ、およそ300人の中国人従業員がラ・マシーヌで働いていた。彼らは、第一次世界大戦中に不足した労働力を補うためフランスとイギリスに連れてこられた14万人の中国人たちの一部だった。ラ・マシーヌにやってきた中国人たちの一部は、到着に先立って炭鉱の所有者でもあるシュネデールの兵器工場で働いていた。しかし、1930年代には中国人は20人ほどしかいなかった。代わりに労働者としてポーランド人、イタリア人、ユーゴスラビア人、マグレブ諸国の人々がやってきた。1936年、人口の30％を外国生まれの人々が占めていた（内訳:ポーランド人1184人、ユーゴスラビア人231人、チェコスロバキア人43人、イタリア人60人、ドイツ人22人、スペイン人26人、中国人21人、北アフリカ出身者15人、ベルギー人5人）。
町の人口は1950年代に最大に達し、ヌヴェール、コーヌ＝クール＝シュル＝ロワール、ドゥシーズに次いで県で4番目になった。
鉱山が現代化され、ミニーム竪坑での石炭採掘が一元化されると、フランス国内における石炭危機によってラ・マシーヌは事業をやめなければならなかった。近年、ラ・マシーヌの石炭採掘は、輸送の低コスト化で多少なりとも収益が上がる地元企業が行っていた。それでも、3世紀にわたって石炭採掘は続き、最後の炭鉱夫が1975年に地上へ上がった。

## 人口統計
| 1962年 | 1968年 | 1975年 | 1982年 | 1990年 | 1999年 | 2009年 | 2014年 |
| ------ | ------ | ------ | ------ | ------ | ------ | ------ | ------ |
| 6164   | 5749   | 4999   | 4627   | 4192   | 3735   | 3542   | 3397   |

参照元:1962年から1999年までは複数コミューンに住所登録をする者の重複分を除いたもの。それ以降は当該コミューンの人口統計によるもの。1999年までEHESS/Cassini、2006年以降INSEE。

## 史跡
- グレヌティエ池 - 観光客が訪れるキャンプ場がある
- 鉱山博物館